# Berghaupten
Berghaupten ist eine Gemeinde im Westen des Schwarzwalds in Baden-Württemberg (Deutschland) und gehört zum Ortenaukreis.

## Geographie

### Geographische Lage
Der staatlich anerkannte Erholungsort Berghaupten liegt im Nordwesten des Mittleren Schwarzwalds, in 170 bis 438 Meter Höhe im vorderen Kinzigtal, in ruhiger Lage etwas abseits der im Tal verlaufenden Bundesstraße 33, in direkter Nachbarschaft zur Stadt Gengenbach. Sie ist der Fläche nach mit 967,8 ha die zweitkleinste Gemeinde im Ortenaukreis und ist Portalgemeinde des Naturparks Schwarzwald Mitte/Nord. Durch Berghaupten fließt der 8,9 Kilometer lange Berghauptener Dorfbach (Langenbach), der später in die Kinzig mündet. In diesen Dorfbach mündet wiederum der Stenglenz und der Bottenbach.

### Gemeindegliederung
Zur Gemeinde Berghaupten gehören das Dorf Berghaupten, die Weiler Heiligenreute, Neuhausen und „Untertal, Mitteltal, Obertal“, die Gemeindeteile Kuhläger und Lindenstraße, die Höfe Bottenbach und Stenglenz (mit Wingerbach) und das Wohngebiet Stiegelmatt (Stiegelmatt- und Dorfbergstraße). Im Gemeindegebiet lagen der in Berghaupten aufgegangene Hof Himmelreich und die in Neuhausen aufgegangene Ortschaft Kohlengrub sowie die abgegangene Ortschaft Mirenbach.

### Nachbargemeinden
Die Gemeinde grenzt im Norden an Ohlsbach, im Nordosten, Osten und Süden an Gengenbach (Gemarkungen Reichenbach, Gengenbach und Bermersbach), im Südwesten an Hohberg (Gemarkungen Diersburg und Niederschopfheim) und im Nordwesten an Offenburg (Gemarkung Zunsweier).

## Geschichte

### Ortsgeschichte
Berghaupten wurde im Jahre 1277 erstmals urkundlich erwähnt. Doch schon in der Spätantike befand sich wohl auf dem Geißkopf ein römisches oder germanisches Militärlager. 1994/95 wurden dort über 1300 metallische Fundstücke einer alamannischen Höhensiedlung des 4. und 5. Jahrhunderts n. Chr. gefunden.
Seit der Erstnennung war die Geschichte des Ortes eng mit den Herren von Hohengeroldseck verbunden, bis die Familie 1634 ausstarb. Es folgte eine Zeit der Streitigkeiten zwischen Österreich und dem Bischof von Straßburg. 1697 wurde das Dorf an die Freiherren von Schleys verkauft.
Südlich des Ortes bestand einst die heute abgegangene Burg Berghaupten, während im Ort ein adeliger Landsitz bestand, dessen Besitzer häufig wechselten und der bereits bis zum Erwerb des Ortes durch die Freiherren von Schleiß zum Wasserschloss ausgebaut war. Die Freiherren ließen das baufällige Wasserschloss später abreißen und errichteten an seiner Stelle 1788 einen Neubau, der 1831 in den Besitz der Gemeinde kam, die ihn zunächst als Schulhaus nutzte, bevor das Gebäude 1912 seinem heutigen Zweck als Rathaus zugeführt wurde. Von 1912 bis 1970 beherbergte es jedoch noch eine Lehrerwohnung.
Ab 1755 wurde in Berghaupten Bergbau betrieben. Gesucht wurde eigentlich Heilwasser, jedoch wurde nur Steinkohle gefunden. Gefördert wurde diese bis Mitte der 1920er Jahre. Die Grube kämpfte jedoch ständig mit dem in großen Mengen einbrechenden Wasser, so dass die Förderung nie besonders wirtschaftlich war.

### Demographie

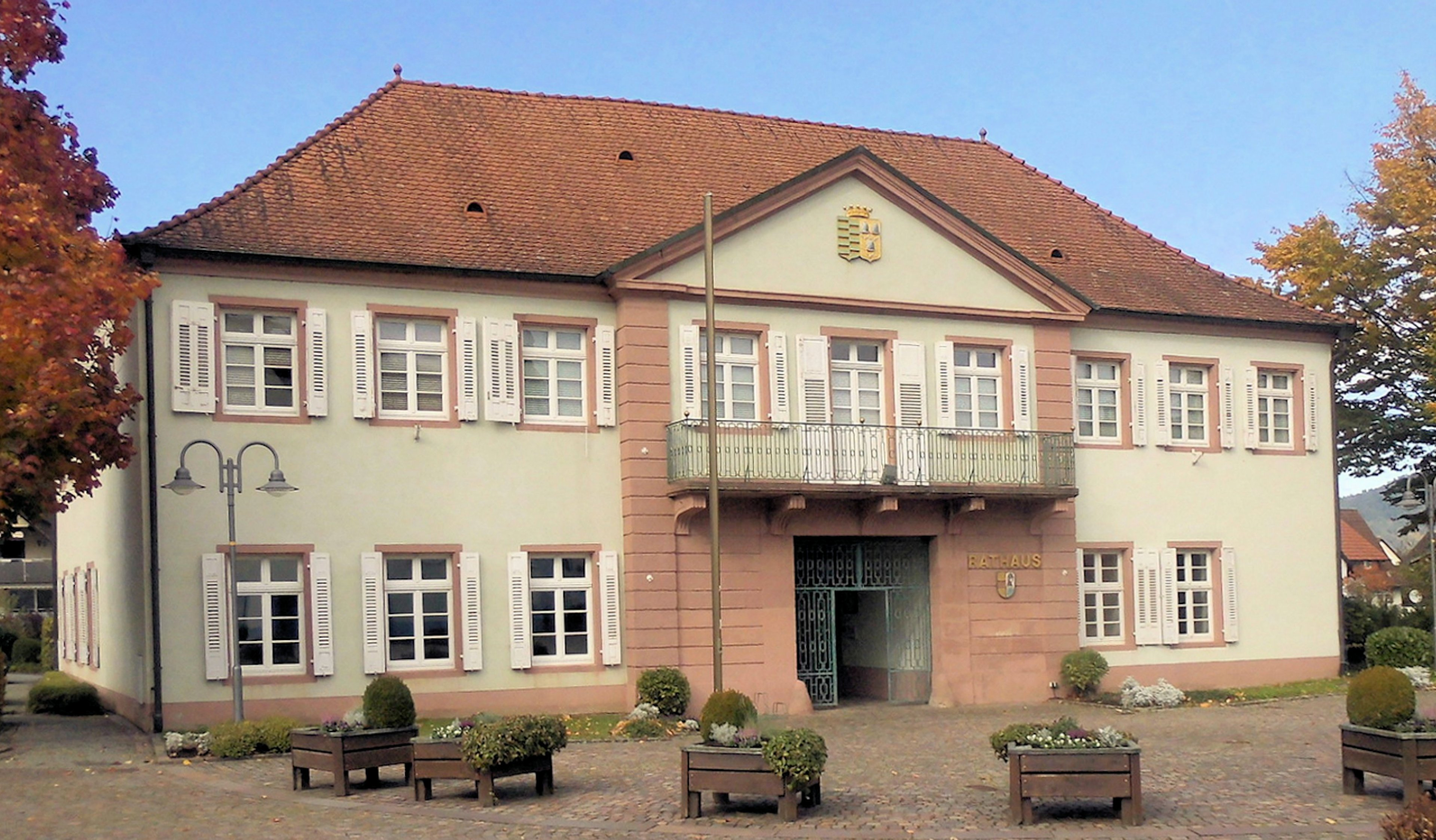
Rathaus Berghaupten

Einwohnerzahlen nach dem jeweiligen Gebietsstand. Die Zahlen sind Schätzungen, Volkszählungsergebnisse (¹) oder amtliche Fortschreibungen des Statistischen Landesamtes Baden-Württemberg.

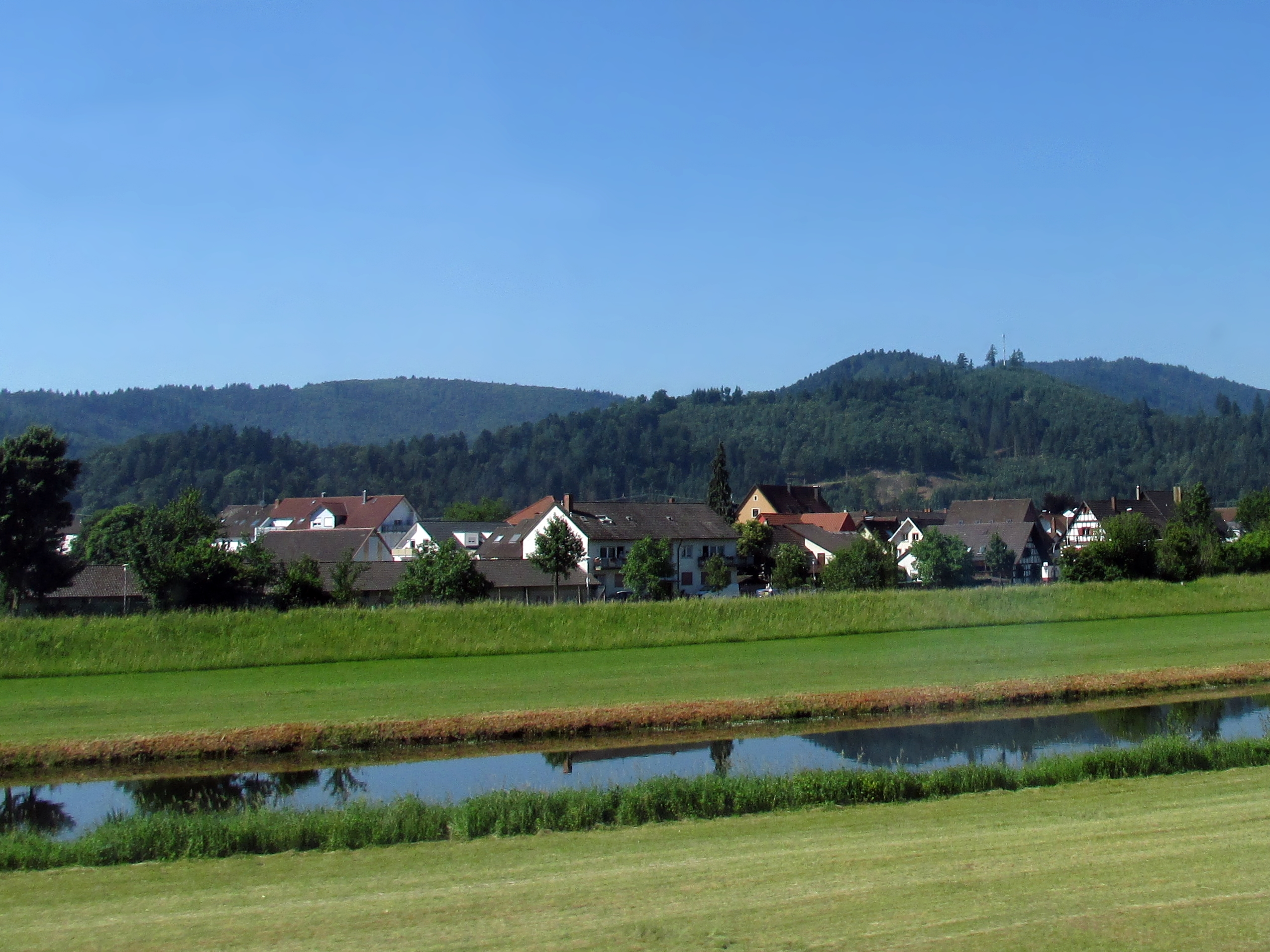
Blick auf Berghaupten

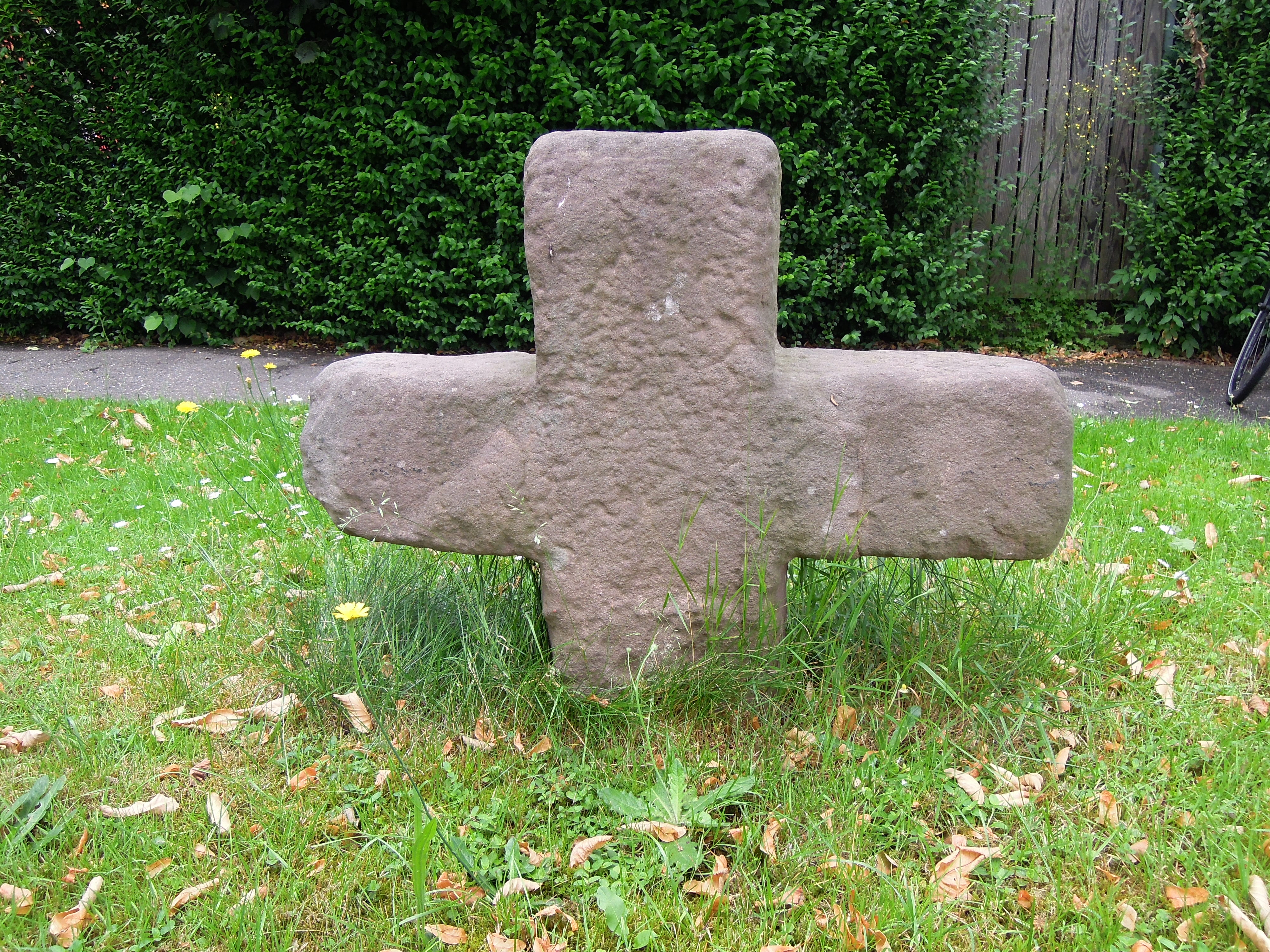
Schwedenkreuz

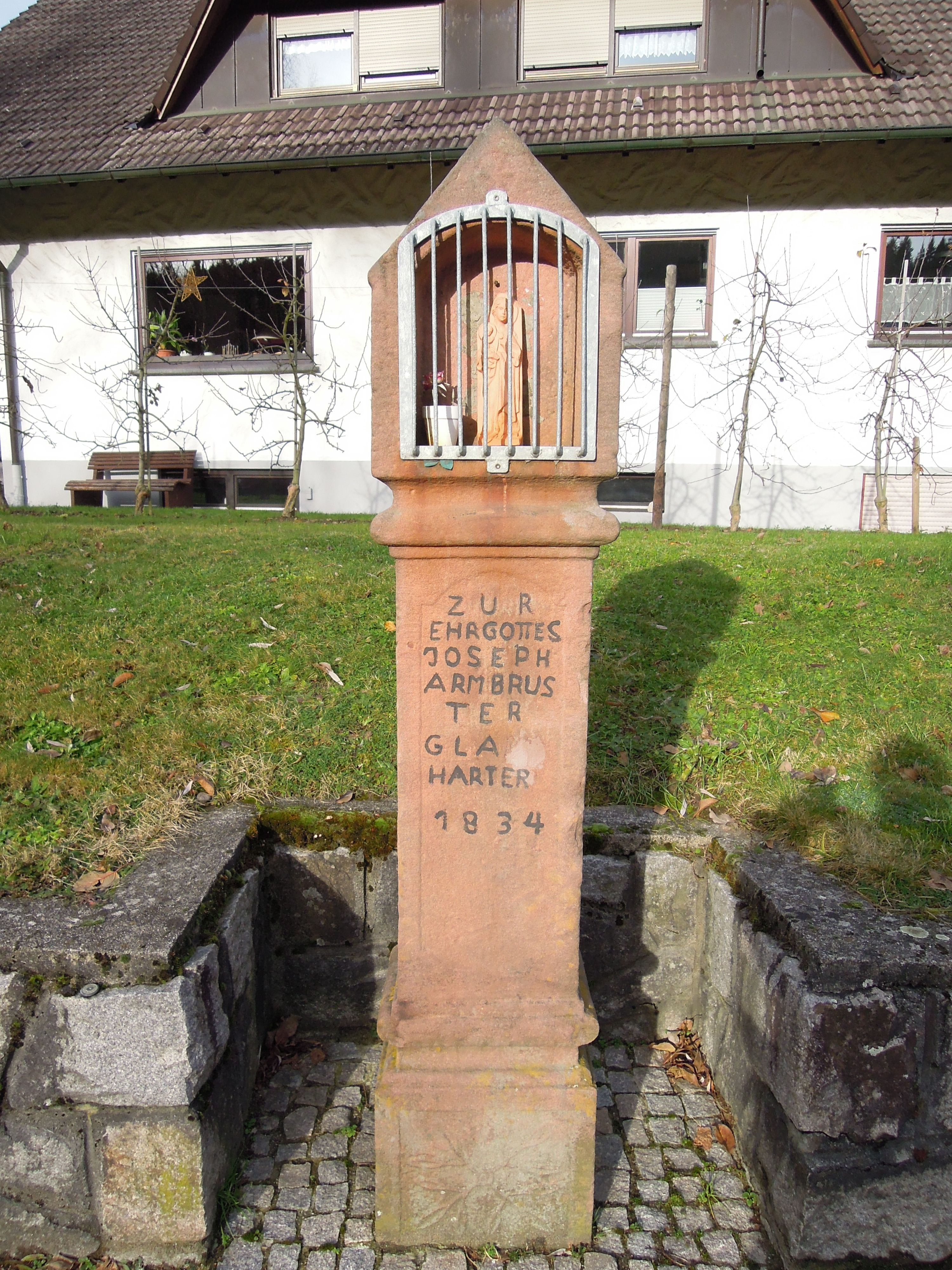
Bildstock Armbruster

| Jahr         | Einwohner |
| ------------ | --------- |
| 1814         | 746       |
| 1864         | 1.102     |
| 1871         | 1.054     |
| 1880         | 1.014     |
| 1890         | 997       |
| 1900         | 1.046     |
| 1910         | 1.106     |
| 1913         | 1.106     |
| 1925         | 1208      |
| 1933         | 1.244     |
| 1939         | 1.235     |
| 1950         | 1.376     |
| 1956         | 1.592     |
| 6. Juni 1961 | 1.788     |
| 1966         | 1.944     |

| Jahr              | Einwohnerzahl |
| ----------------- | ------------- |
| 27. Mai 1970      | 2.060         |
| 31. Dezember 1975 | 2.143         |
| 31. Dezember 1980 | 2.122         |
| 1985              | 2.203         |
| 31. Dezember 1990 | 2.312         |
| 31. Dezember 1995 | 2.334         |
| 31. Dezember 2000 | 2.368         |
| 31. Dezember 2005 | 2.390         |
| 31. Dezember 2010 | 2.415         |
| 09. Mai 2011      | \|2.367       |
| 31. Dezember 2015 | 2.415         |
| 31. Dezember 2020 | 2.461         |

## Politik
Die Gemeinde ist selbständig, gehört aber der Vereinbarten Verwaltungsgemeinschaft Gengenbach-Ohlsbach-Berghaupten an. Berghaupten gehört zum Bundestagswahlkreis und Landtagswahlkreis Offenburg.

### Gemeinderat
Der Gemeinderat in Berghaupten hat zehn Mitglieder. Er besteht aus den gewählten ehrenamtlichen Gemeinderäten und dem Bürgermeister als Vorsitzendem. Der Bürgermeister ist im Gemeinderat stimmberechtigt. Die Kommunalwahl am 9. Juni 2024 führte zu folgendem vorläufigen Endergebnis:
| Parteien und Wählergemeinschaften | Parteien und Wählergemeinschaften           | % 2024 | Sitze 2024 | % 2019 | Sitze 2019 | Kommunalwahl 2024 %403020100 30,4 %36,8 %n. k. %32,8 %n. k. % FWCDUSPDGLBULBGewinne und Verlusteim Vergleich zu 2019 %p 35 30 25 20 15 10 5 0 −5−10−15−20−25−30−6,0 %p+4,5 %p−25,1 %p+32,8 %p−6,2 %pFWCDUSPDGLBULB |
| CDU                               | Christlich Demokratische Union Deutschlands | 36,8   | 4          | 32,3   | 3          | Kommunalwahl 2024 %403020100 30,4 %36,8 %n. k. %32,8 %n. k. % FWCDUSPDGLBULBGewinne und Verlusteim Vergleich zu 2019 %p 35 30 25 20 15 10 5 0 −5−10−15−20−25−30−6,0 %p+4,5 %p−25,1 %p+32,8 %p−6,2 %pFWCDUSPDGLBULB |
| GLB                               | Gemeinschaftsliste Berghaupten              | 32,8   | 3          | --     | --         | Kommunalwahl 2024 %403020100 30,4 %36,8 %n. k. %32,8 %n. k. % FWCDUSPDGLBULBGewinne und Verlusteim Vergleich zu 2019 %p 35 30 25 20 15 10 5 0 −5−10−15−20−25−30−6,0 %p+4,5 %p−25,1 %p+32,8 %p−6,2 %pFWCDUSPDGLBULB |
| FW                                | Freie Wählergruppe Berghaupten              | 30,4   | 3          | 36,4   | 4          | Kommunalwahl 2024 %403020100 30,4 %36,8 %n. k. %32,8 %n. k. % FWCDUSPDGLBULBGewinne und Verlusteim Vergleich zu 2019 %p 35 30 25 20 15 10 5 0 −5−10−15−20−25−30−6,0 %p+4,5 %p−25,1 %p+32,8 %p−6,2 %pFWCDUSPDGLBULB |
| SPD                               | Sozialdemokratische Partei Deutschlands     | --     | --         | 25,1   | 2          | Kommunalwahl 2024 %403020100 30,4 %36,8 %n. k. %32,8 %n. k. % FWCDUSPDGLBULBGewinne und Verlusteim Vergleich zu 2019 %p 35 30 25 20 15 10 5 0 −5−10−15−20−25−30−6,0 %p+4,5 %p−25,1 %p+32,8 %p−6,2 %pFWCDUSPDGLBULB |
| ULB                               | Unabhängige Liste Berghaupten               | --     | --         | 6,2    | 1          | Kommunalwahl 2024 %403020100 30,4 %36,8 %n. k. %32,8 %n. k. % FWCDUSPDGLBULBGewinne und Verlusteim Vergleich zu 2019 %p 35 30 25 20 15 10 5 0 −5−10−15−20−25−30−6,0 %p+4,5 %p−25,1 %p+32,8 %p−6,2 %pFWCDUSPDGLBULB |
| gesamt                            | gesamt                                      | 100,0  | 10         | 100,0  | 10         | Kommunalwahl 2024 %403020100 30,4 %36,8 %n. k. %32,8 %n. k. % FWCDUSPDGLBULBGewinne und Verlusteim Vergleich zu 2019 %p 35 30 25 20 15 10 5 0 −5−10−15−20−25−30−6,0 %p+4,5 %p−25,1 %p+32,8 %p−6,2 %pFWCDUSPDGLBULB |
| Wahlbeteiligung                   | Wahlbeteiligung                             | 74,4 % | 74,4 %     | 71,4 % | 71,4 %     | Kommunalwahl 2024 %403020100 30,4 %36,8 %n. k. %32,8 %n. k. % FWCDUSPDGLBULBGewinne und Verlusteim Vergleich zu 2019 %p 35 30 25 20 15 10 5 0 −5−10−15−20−25−30−6,0 %p+4,5 %p−25,1 %p+32,8 %p−6,2 %pFWCDUSPDGLBULB |

### Bürgermeister
- 1977–2001: Hansjörg Bruder
- 2001–2017: Jürgen Schäfer
- seit 5. Dezember 2017: Philipp Clever[8]

### Wappen
Die Blasonierung des Wappens lautet: „In gespaltenem Schild vorn in Gold ein roter Balken, hinten in Silber auf grünem Dreiberg eine linksgewendete Männerbüste mit schwarzer Mütze und rotem Kragen.“

## Kultur und Sehenswürdigkeiten

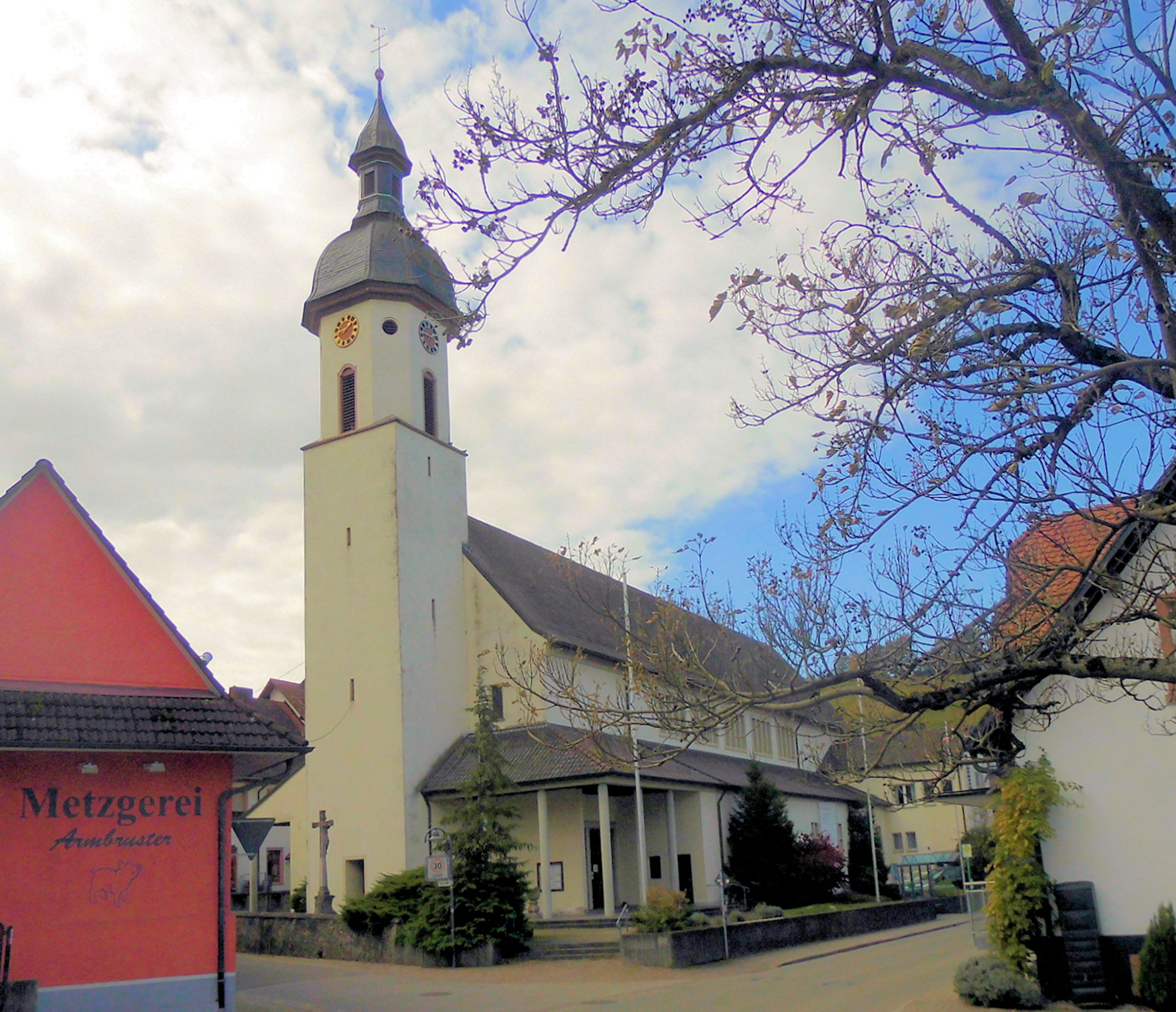
Kirche St. Georg

### Katholische Pfarrgemeinde St. Georg Berghaupten
Seit der Dekanatsreform am 1. Januar 2008 gehört Berghaupten mit der St. Georg-Kirche zum Dekanat Offenburg-Kinzigtal und seit 2015 zu der Seelsorgeeinheit Vorderes Kinzigtal St. Pirmin.

### Vereine

#### Narrenzunft Knerbli
In Berghaupten wird zur Fastnachtszeit die im schwäbisch/alemannischen Raum typische, traditionsreiche „Fasent/Fasend“ gefeiert. Diese reicht mindestens bis ins Jahr 1858 zurück. Die örtliche Narrenzunft Knerbli besteht aus den Häsfiguren Knerbli-Hexen, Eichelspättle, Knerbli-Bolderer und Bergknappen sowie aus den Einzelfiguren Steiger und Burgvogt. Äußerst sehenswert ist der Hexenfeuerflug beim alljährlichen Narrenbaumstellen, bei dem die waghalsigen Hexen mithilfe einer Drahtseilbahn übers Feuer fliegen. Die Berghauptener Fasent kann auf eine alte Tradition seit 1858 zurückblicken. Die Narrenzunft selbst wurde 1972 gegründet, war 1981 Gründungsmitglied des Ortenauer Narrenbundes und ist Teil der Elefantenrunde.

#### Weitere Vereine
Des Weiteren gibt es in Berghaupten folgende Vereine: Angelsportverein, Black Forest On Fire, Blasorchester, Bogenschützen, Bürgerliche Fördergemeinschaft zur Erhaltung der Bergwerksanlage, Burkina-Faso-Supporter, Freiwillige Feuerwehr, Gewerbeforum, Imkerverein, Kirchenchor, Kleinkaliberschützenverein, Kleintierzuchtverein, Los Borrachos, Männergesangsverein, Motorradfreunde, Motorsportclub, Natur- und Waldkindergarten BergZwerg, Obst- und Gartenbauverein, Ortenauer Drachen- und Gleitschirmflieger, Rad- und Motorsportverein, Ski-Club, der Chor sounds good, Sportverein Berghaupten, Tischtennisclub, Turnverein, Verkehrsverein und die Wanderfreunde.

### Speedway-Bahn
Zwischen Baggersee und Marktscheune liegt die international bekannte Berghauptener Grasbahn. Jährlich findet dort Ende August oder Anfang September ein Internationales Motorrad-Grasbahnrennen und Speedwayrennen statt, auch Kronen-Race-Days genannt, statt. 2002 und 2009 fand dort die Grasbahn-Europameisterschaft im Solo und 1984, 1989 und 1992 die Grasbahn-Europameisterschaft mit Seitenwagen statt. 1999 fand ein Teil des Langbahn-Weltmeisterschafts-Grands-Prix und 2013 die Deutsche Meisterschaft im Speedway statt.

### Regelmäßige Veranstaltungen
- Im Frühjahr findet seit 1870 das Jörgenfest – Jahrmarkt – statt. Dies wird zu Ehren des Schutzpatrons und Namensgebers der Gemeinde „St. Georg“ gefeiert.[11]
- Zweimal im Jahr, im März und im September, veranstaltet der Freundes- & Förderkreis für Kinder und Jugendliche in Berghaupten e. V. einen Frühjahrs- bzw. Herbstflohmarkt mit allem rund ums Baby und Kind. Der Erlös wird in Projekte der örtlichen KiTa und Grundschule investiert.

### Marktscheune
Seit 2011 steht an der B33 kurz vor Berghaupten die Naturpark-Marktscheune. Der Regionalmarkt mit Cafe/Restaurant zieht seither viele Besucher an. Für Gäste gibt es hier die Möglichkeit, sich über den Naturpark zu informieren. Außerdem bildet sie das Portal des Naturparks Schwarzwald Mitte/Nord.

### Bauwerke
- Wassertretstelle
- Naherholungsanlage Klinghalde mit Wassertretstelle

## Wirtschaft und Infrastruktur
Berghaupten ist auf Grund seines milden Klimas und der touristischen Infrastruktur ein staatlich anerkannter Erholungsort. Bekannt ist Berghaupten auch als Weinbauort. Die Gemarkung bietet ein großes Netz an Wanderwegen. Berghaupten bildet zusammen mit den Städten und Gemeinden Biberach, Gengenbach, Nordrach, Oberharmersbach und Zell die Ferienlandschaft Mittlerer Schwarzwald Gengenbach/Harmersbachtal.

### Verkehr
Berghaupten liegt direkt an der Bundesstraße 33 und durch den Ort führt die Kreisstraße 5335. In unmittelbarer Nähe zu Berghaupten führt durch Gengenbach die Schwarzwaldbahn. Durch Berghaupten fahren Schulbusse und die Linienbusse von Südwestbus.

### Medien
In Berghaupten wurden einige Szenen des Kinofilms 25 km/h gedreht.

### Bildung
In Berghaupten gibt es eine Grundschule und zwei Kindergärten. Alle weiterführenden Schulen stehen in Gengenbach oder der nahe gelegenen Kreisstadt Offenburg zur Verfügung.

## Persönlichkeiten

### Söhne und Töchter der Gemeinde
- Josef Laubinger (1921–1994), Sinto und Schausteller; Überlebender des Porajmos

### Weitere Persönlichkeiten
- Jakob Böser (1875–1951), Lehrer in Berghaupten
- Bernd Diener (* 1959), Motorrad-Bahnrennfahrer des MSC Berghaupten
- Patrick Lienhard (* 1992), Fußballspieler, Jugendspieler des SV Berghaupten
- Kai Huckenbeck (* 1993), Gewinner der Speedway-Team-Cup Mannschaftsmeisterschaft mit den Black Forest Eagles 2015